# Schwarzhorn (Gletscherhorn)
Schwarzhorn – szczyt w Alpach Berneńskich, części Alp Zachodnich. Leży w Szwajcarii w kantonie Berno. Należy do głównego łańcucha Alp Berneńskich. Można go zdobyć ze schroniska Berghaus First (2167 m) lub Schwarzwaldalp (1456 m).